# Code civil annoté
Un Code civil annoté est un ouvrage savant de droit civil écrit par des experts juridiques, qui consiste à commenter article par article un Code civil, de manière à générer une connaissance approfondie, voire encyclopédique des règles juridiques contenues dans les Codes. Un code civil est annoté lorsqu'il contient en dessous un article de la jurisprudence.   
Plusieurs pays de droit civil ont leurs propres codes civils annotés. Dans certains pays, il peut même y avoir une concurrence entre différents codes civils annotés. La liste suivante en énumère quelques-uns par pays.

## Allemagne
- Reiner Schulze; Herbert Grziwotz; Rudolf Lauda; Peter Baltzer, Bürgerliches Gesetzbuch : kommentiertes Vertrags- und Prozessformularbuch, 	Baden-Baden, Nomos, 2020.

## Argentine
- Roque Garrido; Luis Orlando Andorno, Codigo civil anotado, Buenos Aires : Victor P. de Zavalia, 1972
- Jorge Joaquín Llambías; Fernando Posse Saguier, Código civil anotado : doctrina-jurisprudencia, Buenos Aires : Abeledo Perrot, 2004

## Chili
- José A Otero Lathrop, Código civil, anotado, 	Santiago :  Ediciones Albatros Chileña, 1968

## Colombie
- Rómulo Helí Abel Torrado, Código civil : anotado y concordado : citas legales y jurisprudenciales, 	Bogotá : Fondo de Publicaciones Universidad Sergio Arboleda, 2018

## France
- Guy Venandet, Pascal Ancel, Xavier Henry, Alice Tisserand-Martin , Georges Wiederkehr, Pascale Guiomard, Code civil [2021] : annoté, 120e édition, Paris, Dalloz, 2020.
- Édouard Fuzier-Herman, Code civil annoté, Paris, Sirey, 1935-1949.
- Gustave Allègre, Le code civil commenté à l'usage du clergé, dans ses rapports avec la Théologie morale, le Droit canon, et l'Economie politique, 2 volumes, 1ère édition, Paris, Delhomme et Briguet, 1888

## Japon
- J.E. De Becker, Annotated civil code of Japan, London : Butterworth, 1909-1979

## Philippines
- Edgardo Lardizábal Paras Civil Code of the Philippines Annotated', Rex Book Store, 1981

## Portugal
- Fernando Andrade Pires de Lima; João de Matos Antunes Varela, Código civil anotado Coimbra : Coimbra Editora, 1987-1998

## Québec (Canada)

### Code civil du Québec
- Julie Biron, Élise Charpentier, Maya Cacheco, Sébastien Lanctôt, Benoit Moore, Catherine Piché, Alain Roy, Code civil du Québec : Annotations, Commentaires, 4e édition, Montréal, Éditions Yvon Blais, 2018
- Jean-Louis Baudouin, Yvon Renaud, Code civil du Québec annoté, 21e éd, Montréal, Wilson & Lafleur, 2018.  En ligne. https://edoctrine.caij.qc.ca/wilson-et-lafleur-ccq-annote/. Consulté le 2020-01-04
- Henri Kélada, Code civil du Québec : texte annoté, Montréal : Carswell, 1993
- Lazar Sarna, Code civil du Québec annoté, Montréal : Jewel, 1993

### Code civil du Bas-Canada
- René Deguire, Code civil de la province de Québec Montréal : Wilson et Lafleur, 1934.
- Édouard Lefebvre de Bellefeuille, Le Code civil annoté : étant le Code civil du Bas-Canada, Montréal, C.O. Beauchemin, 1889
- Joseph-Fortunat Saint-Cyr, Code civil, annote : supplément, Montréal : Wilson & Lafleur, 1931.
- Louis-Joseph de la Durantaye, Petit code civil annoté de la province de Québec, Montréal : Wilson et Lafleur, 1956.